# Збручский идол

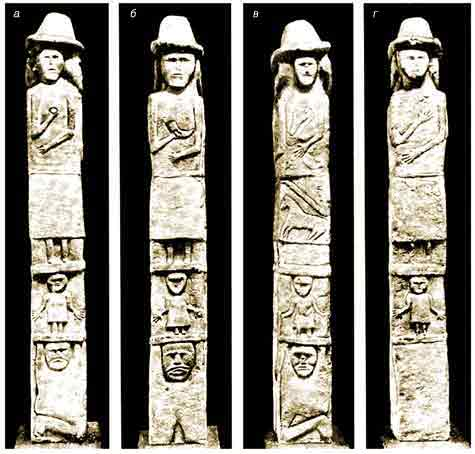
Стороны идола

Збру́чский и́дол — памятник X—XIII веков славянского языческого культа, каменный идол, найденный в реке Збруч (приток Днестра) у села Лычковцы (ныне Тернопольская область, Украина) в 1848 году. Представляет собой четырёхгранный столб высотой 2,67 м, высеченный из серого известняка. Столб разделён на три фриза (яруса), на каждом из которых в технике низкого рельефа высечены различные изображения. Идол венчает круглая шапка. Предположительно, идол был установлен в святилище славянского городища Бохит в составе Збручского культового центра.
Збручский идол хранится в Краковском археологическом музее. В Москве, Киеве, Гродно, Варшаве, Вильнюсе, Одессе, Томске и Тернополе имеются реплики идола в натуральную величину.
Согласно альтернативным версиям — половецкая каменная баба или подделка эпохи романтизма. 

## История находки
С 1815 года Збруч являлся пограничной рекой между Российской империей и Австрийской империей. Посты пограничников и таможенной стражи располагались вдоль реки, которая практически постоянно находилась под наблюдением.
Жарким августом 1848 года падение уровня Збруча обнажило у горы Соколихи шапку изваяния, наклонно выступающего из воды. Ударяясь в обращённую против течения шапку, волны реки создавали визуальный эффект «подскакивания», напоминая движение головы человека — вполне достаточно, чтобы у проходящих по дороге над берегом крестьян пошла молва об «утопленнике». Купающиеся в реке пастушки М. Бартошевский и И. Халаман поспешили уведомить о находке А. Брушкевича — мандатария (урядника), находившегося в 5 км от села Лычковцы, владельцем которого был польский шляхтич Константин Заборовский. Брушкевич сперва никак не отреагировал на известие об «утопленнике» (место, о котором шла речь, не входило в зону его юрисдикции, так как находилось на границах сёл Городинцы и Ракового Кута). Пограничники также не предприняли активных действий. Известием заинтересовались только таможенники. Что из воды торчит камень, разглядеть можно было и с берега, но один из таможенных стражников специально зашёл в реку и убедился, что это не просто камень, а изваяние. Начальник таможни надстражник Лашевский уведомил о находке К. Беньковского, управляющего находившимся неподалёку имением Заборовского, и уже упомянутого выше А. Брушкевича. Почему начальник таможни обратился именно к этим двум лицам — не совсем ясно. Возможно, дело в том, что Беньковский был инженером по образованию.
Прибыв к месту находки, Беньковский оценил размеры и вес изваяния, после чего послал в Лычковцы за тремя парами волов. Их доставил эконом имения В. Гавловский. К этому времени на берегу собралась целая толпа крестьян, а из Постоловки прибыл лесник Лазаревич. Под руководством Беньковского Гавловский вытащил изваяние на берег, зацепив верёвками за шапку. Только после этого приехал лычковецкий мандатарий Брушкевич. Беньковский велел погрузить изваяние на телегу и отвезти в Лычковцы, где с ним обошлись довольно непочтительно — бросили его под овином на дворе Брушкевича. Здесь изваяние валялось без присмотра до зимы, пока владелец имения К. Заборовский не подарил его коллекционеру М. Потоцкому.

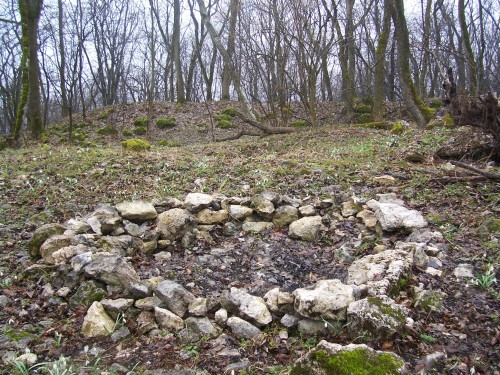
Место на городище Бохит, где по версии Русановой и Тимощука стоял идол

В 1960-е годы было найдено место, где, предположительно, мог стоять идол, — «квадратный каменный фундамент на горе Богит». На этом месте расположено славянское городище Бохит XI—XIII веков. В 1984 году специальной экспедицией под руководством археологов И. П. Русановой и Б. А. Тимощука были исследованы Бохит и другие городища на реке Збруч, интерпретированные в качестве языческих святилищ эпохи «двоеверия» XI—XIII веков. На городище Бохит исследована площадка диаметром 9 м, окружённая рвом. В её центре расположена квадратная яма, сечение которой близко к Збручскому идолу и, возможно, яма была местом установки изваяния. Во рву расположено восемь чашевидных ям с остатками жертвоприношений — костями зверей и птиц и фрагментами керамики конца X—XIII веков.

## Описание

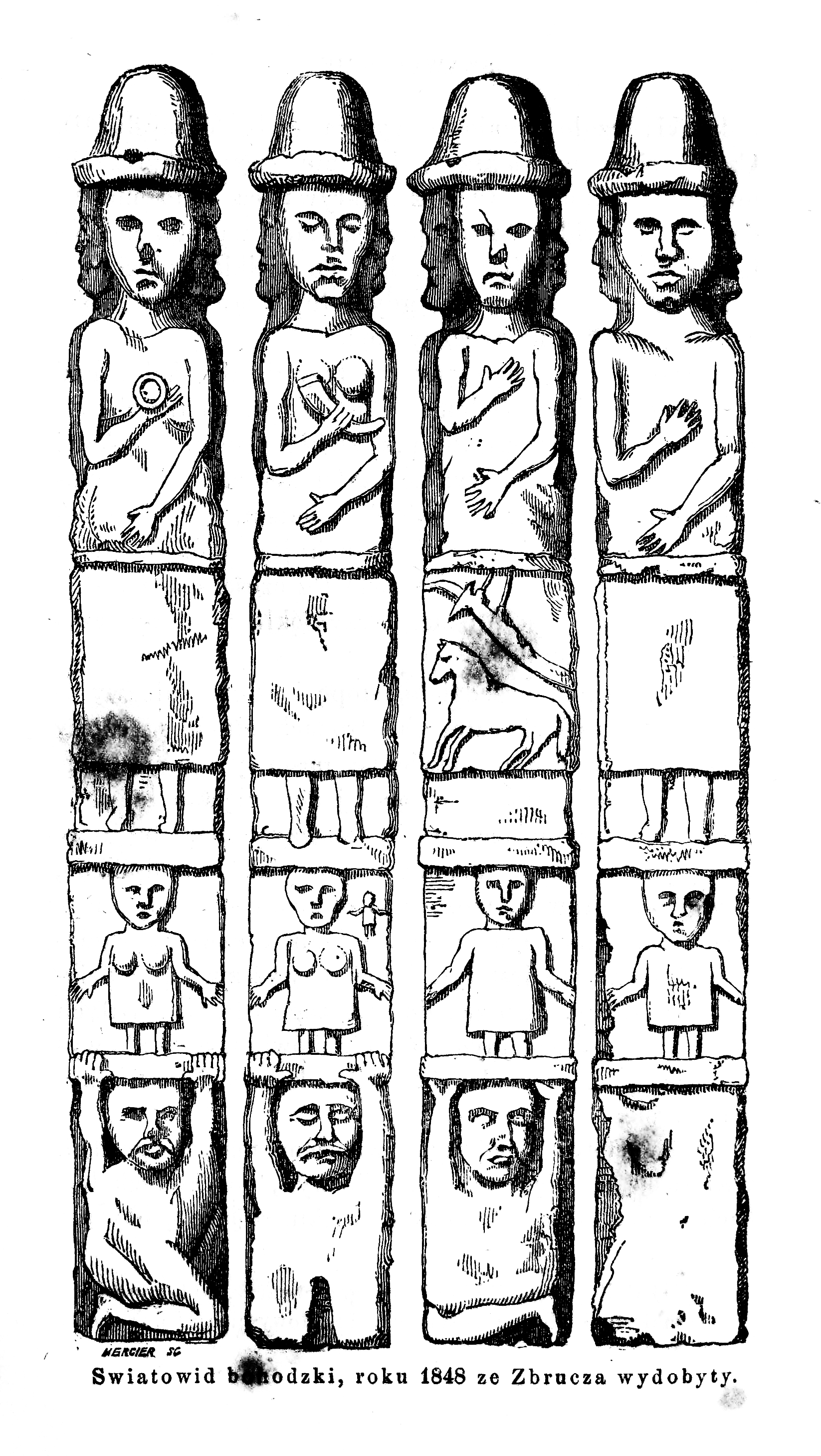
Рисунок из книги Иоахима Лелевеля «Народы на славянских землях перед образованием Польши», 1853

Четырёхгранный столб из серого известняка высотой 2,67 м на своих гранях имеет различные изображения, выполненные в технике низкого рельефа. Верхний фриз (ярус) изображает четырёхликое и четырёхтелое божество, головы которого венчает шапка. На одной стороне — женский персонаж, держащий в руке кольцо, на другой — питьевой рог, на третьей — мужской персонаж c саблей у пояса и конь; на четвёртой — персонаж, лишённый специальных символов. Средний фриз изображает хоровод из двух женских и двух мужских фигур, держащихся за руки. У одной из женских фигур — маленький человек, возможно, ребёнок. Нижний фриз — три фигуры на коленях, поддерживающие руками верхние ярусы. К свободной от изображений стороне нижнего фриза, предположительно, примыкал жертвенник.

## Атрибуция
Интерпретация памятника спорная. Учёные связывали скульптуру с тюркским, кельтским, античным, германским влияниями. Некоторые исследователи считали его фальсификатом.
Сабля не является характерной для древних славян, что может свидетельствовать о тюркском влиянии. Мотив, связывающий Збручского идола с другими антропоморфными древнерусскими изображениями, — положение рук «высших» персонажей, одна из которых прижата к груди — держит ритон или кольцо, другая протянута к поясу. Похожую позу имеет так называемый Гнёздовский идол, маленькая свинцовая фигурка, найденная в Гнёздове. Однако та же поза характерна для раннетюркских каменных статуй.
Шапку имеет также Белозёрский идол, гранитная стела около 0,75 м высотой, глаза, рот и подбородок которой тоже выполнены рельефом (хранится в Новгородском музее). Антропоморфные сидящая фигурка в шапке с опушкой венчает бронзовую литую рукоять ножа из Новгорода (Новгородский музей).
Параллели Збручской скульптуре в мелкой пластике встречаются у балтийских славян: жезлы с изображениями четырёхликих (Волин) и трёхликих (сопоставимых с Триглавом) персонажей и др., которые соотносятся с описаниями многоголовых идолов в западнославянских храмах и у латинских миссионеров.
Сабле на рельефе памятника имеются аналогии X—XI веков.

## Культовый смысл
Исследователи считали изображения на идоле олицетворением различных славянских богов. Академик Б. А. Рыбаков считал, что идол изображает не четырёхглавого Святовита, описания которого известны у балтийских славян в Арконе, а реконструированного им древнерусского бога Рода из «Слова Григория», связанного с судьбой новорождённого.
Многие исследователи связывают ярусы идола с трёхчастным делением мира, грани — со сторонами света или временами года. Историк В. Я. Петрухин предполагает, что на рельефах Збручского идола отражены славянский пантеон и славянская языческая пространственная модель мира. Предположительно, его изображения олицетворяют высших мужских и женских богов верхнего (небесного) мира, духов и людей среднего (земного) мира и поддерживающих землю хтонических существ преисподней. По мнению Петрухина, Збручское изваяние воплощает антропоцентричную модель мира раннесредневекового славянства, его предшественниками были «антские» зооантропоморфные фибулы с осевой антропоморфной фигурой, которая могла символизировать мировой столп или мировое древо. Личный убор, начиная с античной эпохи, воплощал «космический» порядок и отражал характерное для Средневековья представление о человеке как о «микрокосме».
Г. Леньчик вслед за Р. Козловским считал, что изначально идол стоял под крышей языческого храма или под кроной большого дерева, что предохраняло его от осадков и объясняет малое количество высолов. Затем изваяние было снято и зарыто в землю на берегу реки. Незадолго до 1848 года берег реки подмыло и изваяние оказалось в воде.

## Версия позднейшего происхождения

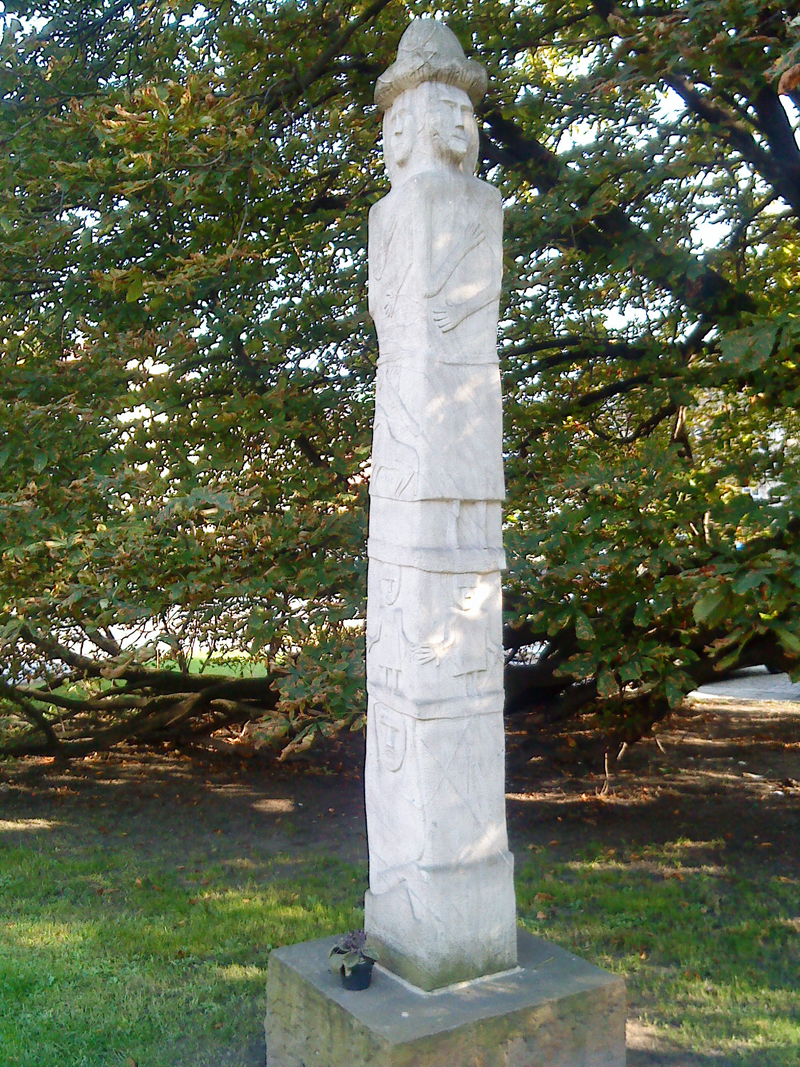
Реплика в Кракове

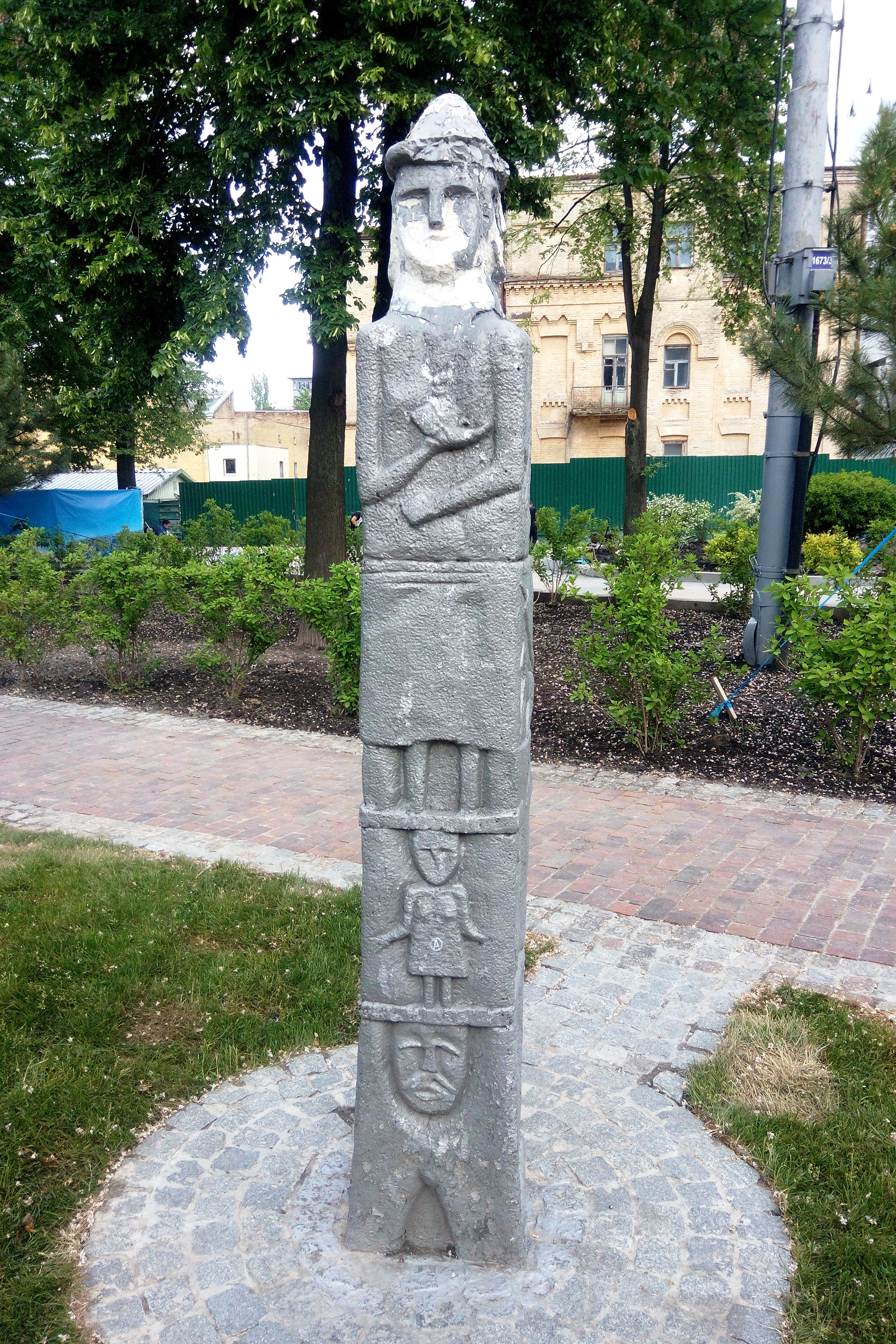
Реплика в Киеве

Сотрудники Института археологии НАН Украины Алексей Комар и Наталья Хамайко в 2011 году опубликовали статью, в которой излагают версию позднейшего (начало XIX века) происхождения скульптуры как «историческую фантазию» польского поэта-романтика Тимона Заборовского, усадьба которого располагалась неподалёку от места находки. Возможно, Заборовский вдохновлялся книгой «История народа польского» (1780—1786) Адама Нарушевича и описанием идола Святовита из Арконы, сделанного Гельмольдом. Если Збручский идол действительно был выполнен по заказу Заборовского, то мог быть затоплен в реке около 1823 после завершения поэтом пьесы «Умвит».
Историк и философ Юрий Писаренко в трёх своих статьях доказывает искусственность гипотезы о создании идола Заборовским, отстаивая средневековое происхождение памятника. В частности, автор подтверждает древность стилистики изображений богов, чуждой представлениям XIX века, а также имеющихся на рельефах предметов — кольца, рога изобилия, сабли-меча. Также Юрий Писаренко подчёркивает невероятность произвольного затопления поэтом идола весом около 1 т и высотой около 3 м не только на соседских землях Городницы (а не собственного имения, Лычковцев), но и, главное, в реке, которая в первой четверти XIX века служила границей между Австрийской и Российской империями и патрулировалась пограничной стражей. Сам поэт был ревностным католиком, который не имел ни малейших симпатий к язычеству и изображал в своих произведениях языческих волхвов как злых служителей Сатаны, противостоящих благородным героям-христианам.
Мнение о позднем происхождении Збруцкого идола отвергает также В. Я. Петрухин.